# المشيرط الاسفل (المضاربة والعارة)

تعديل مصدري - تعديل

المشيرط الاسفل هي إحدى قرى عزلة المضاربة بمديرية المضاربة والعارة التابعة لمحافظة لحج في اليمن، بلغ تعداد سكانها 100 نسمة حسب تعداد اليمن لعام 2004.